# Goshen (Wirginia)
Goshen – miasto w Stanach Zjednoczonych, w stanie Wirginia, w hrabstwie Rockbridge.